# Дмитриево (Касимовский район)
Дмитриево — село в России, расположено в Касимовском районе Рязанской области. Является административным центром Дмитриевского сельского поселения.

## Географическое положение
Село Дмитриево расположено примерно в 18 км к северо-востоку от центра города Касимова. Ближайшие населённые пункты — деревня Варваровка к северу, деревня Свищево к востоку, деревня Коверское к югу и село Данево к западу.

## История
Село Дмитриево, называвшееся также Агафоново, впервые упоминается в XVII веке. В 1799 г. на месте сгоревшей деревянной церкви в селе была построена новая каменная Успенская церковь.
В 1905 году село являлось административным центром Дмитриевской волости Касимовского уезда и имело 197 дворов при численности населения 1491 чел.

## Население
| 1859 | 1897  | 1906  | 2010 |
| ---- | ----- | ----- | ---- |
| 1011 | ↗1164 | ↗1491 | ↘576 |

## Транспорт и связь
Село расположено у автомобильной трассы Р125 Нижний Новгород — Ряжск и имеет регулярное автобусное сообщение с районным центром. 
В селе Дмитриево имеется одноименное сельское отделение почтовой связи (индекс 391357).

## Религия
В селе есть действующий храм честь Успения Пресвятой Богородицы (возвращён церкви в 1999 г.). Приход относится ко второму Касимовскому благочинию Касимовской епархии.